# روزنامه‌نگاران کشته‌شده در جنگ داخلی سوریه

نقشه عام جنگ داخلی سوریه

روزنامه‌نگاران کشته‌شده در جنگ داخلی سوریه (انگلیسی: List of journalists killed during the Syrian Civil War) وضعیت روزنامه نگارانی است که از آغاز جنگ داخلی سوریه در ۲۰۱۱ حین مأموریت کشته شده‌اند. همچنین وضعیت خبرنگاران اعزامی جنگ خارجی را در بر می‌گیرد.

## وضعیت و شرایط روزنامه نگاران
این روزنامه‌نگاران از جمله روزنامه‌نگاران حرفه‌ای سوریه می‌باشند (که خبرنگاران طرفدار حکومت را نیز شامل می‌شود) یا روزنامه نگاران شهروند سوری هستند (منجمله خبرنگارانی که برای نیروهای اپوزیسیون فعالیت می‌کنند) علاوه بر این آن دسته از روزنامه‌نگاران را نیز شامل می‌شود که در محل‌های ناشناخته ای به سر می‌برند یا هنگام تهیه گزارش و در حین مأموریت سر به نیست شده‌اند، منجمله شامل کسانی می‌شوند که مشخص نیست جزو تلفات روزنامه نگاران به حساب می‌آیند یا نه. طی جنگی که از (ژانویه -آوریل ۲۰۱۱) شروع شد و اکنون وارد هفتمین سال خود شده‌است بیش از صد و ده خبرنگار کشته شده‌اند.
تعداد روزنامه‌نگارانی که در سوریه ربوده‌شده یا به قتل رسیده‌اند بی‌سابقه است، از شروع جنگ داخلی در سوریه تا اوایل سال ۲۰۱۳ تقریباً یک روزنامه‌نگار در هر هفته ربوده‌شده‌است. از آن زمان، تعداد روزنامه‌نگاران کشته‌شده و ربوده‌شده در سوریه کاهش‌یافته‌است، اما این آمارها گمراه‌کننده هستند. جیسون استرن، معاون ارشد MENA کمیته محافظت از روزنامه‌نگاران که یک سازمان مستقل و غیرانتفاعی است و تلاش می‌کند که آزادی مطبوعات را ارتقاء دهد در این مورد می‌گوید: در سوریه خبرنگاران در معرض تهدیدات جدی هستند آن‌ها ربوده‌شده و سپس به قتل می‌رسند، این منبع اضافه می‌کند که بیشتر روزنامه‌نگاران بین‌المللی از رفتن به سوریه می‌ترسند و بسیاری از روزنامه‌نگاران محلی نیز فرار کرده‌اند.

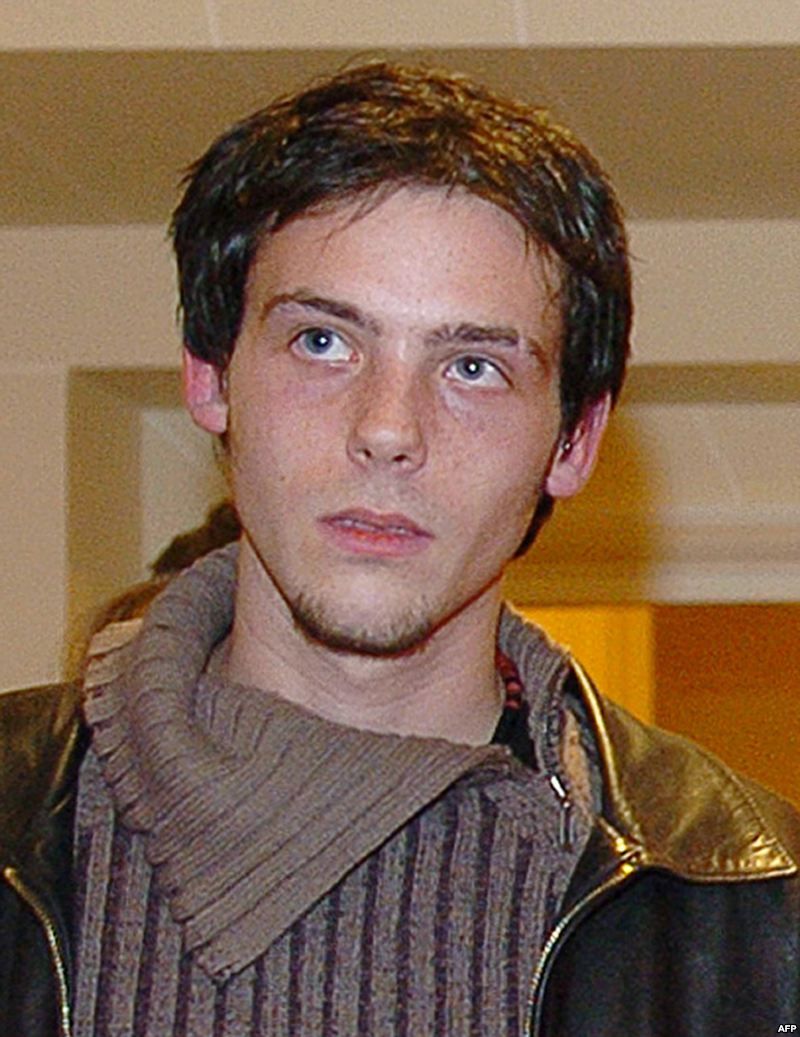
رمی اوتلیک خبرنگارعکاس فرانسوی فوریه ۲۰۱۲ کشته شد

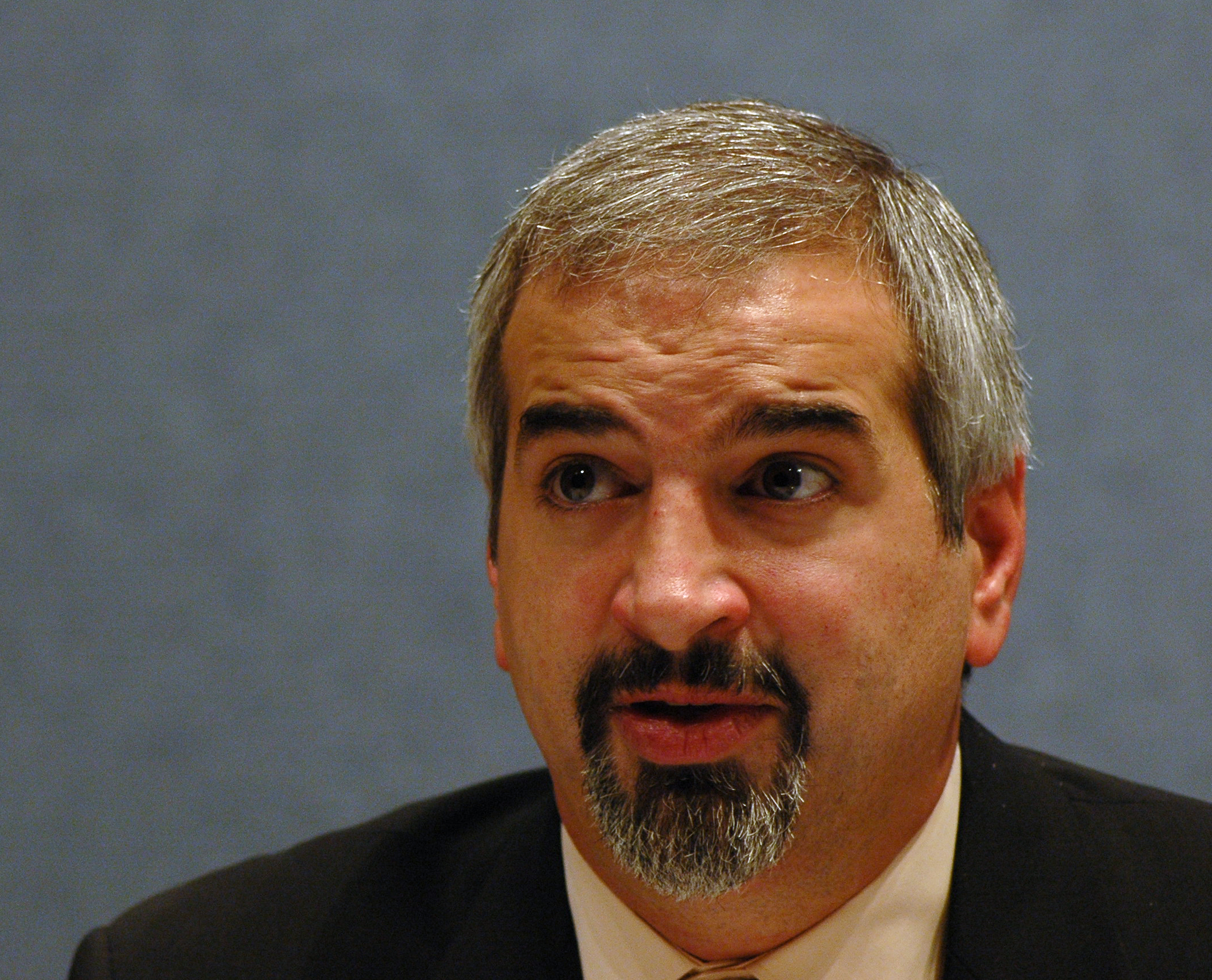
آنتونی شدید خبرنگار بخش خارجی نیویورک تایمر ۱۶ فوریه ۲۰۱۲ در حمله آستما کشته شد

## محدودیت فعالیت رسانه‌ای توسط مقامات
- به غیر از کسانی که با دولت سوریه کار مشترک رسانه‌ای می‌کنند، روزنامه‌نگاران از گزارش دادن در سوریه ممنوع شده‌اند. کسانی که برای انعکاس وضعیت فاجعه‌بار به سوریه سفرکرده‌اند توسط دولت سوریه مورد حمله و هجوم قرارگرفته‌اند، بر اساس گزارش‌ها حداقل در طی یک ماه اول تظاهرات مردم و اپوزیسیون سوریه علیه دولت سوریه، هفت روزنامه‌نگار محلی و بین‌المللی بازداشت شدند و حداقل یکی از آن‌ها مورد ضرب و شتم قرار گرفت.[۲]
- یک فلسطینی که شهروند اردن است بنام «سلامه کیله» قبل از اینکه به کشورش اخراج شود، مورد شکنجه و اذیت و آزار توسط مقامات سوریه قرار گرفت و در شرایط بسیار بدی قرارگرفته بود.[۳]

## گروگان‌گیری و ربودن خبرنگاران
- آسوشیتدپرس به نقل از مجله اقیانوس اطلس در مورد قتل خبرنگاران یا ربودن آن‌ها در سوریه می‌نویسد: گروه‌های جهادی مسئولیت عمده آدم‌ربایی خبرنگاران را از تابستان ۲۰۱۳ تا نوامبر بر عهده‌دارند، اما شبه‌نظامیان حامی دولت و گروه‌های جنایتکار نیز با انگیزه‌های مختلف درگیر این موضوع بوده‌اند. این رسانه خبری، آدم‌ربایی‌ها را ناشی از وجود هرج‌ومرج در وضعیت فعلی سوریه و اقدام گروه‌های مخالف مسلح افراطی که «ترکیبی» از جنایتکاران و جهادیستها هستند و ربودن‌ها را مرتبط با مخالفت و ممانعت از انعکاس وضعیت اسف بار جنگ در سوریه که طبعاً باید کار نیروهای دولتی باشد، می‌دانند.[۴]
- به گفته کمیته حفاظت از روزنامه‌نگاران، گروه «دولت اسلامی» مسئول کشتار «حداقل ۲۷ روزنامه‌نگار از سال ۲۰۱۳ و حداقل ناپدید شدن ۱۱ نفر دیگر است». این گروه همچنین ۵۹ درصد از کشتار روزنامه‌نگاران در سوریه را به دولت این کشور و نیروهای نظامی وابسته به این دولت نسبت می‌دهد که توسط دولت سوریه دست بازدارند که به هر اقدامی علیه شهروندان دست بزنند.[۵]

رسانه‌های بین‌المللی و روزنامه‌نگاران با محدودیتی در منطقه فدراسیون دموکراتیک شمال سوریه مواجه نیستند، این تنها منطقه‌ای در سوریه است که آن‌ها حفاظت داشته و آزادی عمل دارند.

## خبرنگاران زیر آتش
- در سال ۲۰۱۱ مجموعاً ۲۲۷ خبرنگار در کل دنیا به قتل رسیدند از این تعداد یک‌سوم در پوشش خبری سوریه کشته شدند.
- در سه سال اول جنگ داخلی در سوریه بیش از ۸۰ خبرنگار ربوده شدند که از این تعداد به‌طورقطع ۲۰ نفر هنوز ناپدید محسوب می‌شوند.
- ۷۱ روزنامه‌نگار در پوشش خبری درگیری‌های سوریه کشته شدند.
- ۸۴‍ درصد خبرنگاران به قتل رسیده از خبرنگاران محلی سوریه بوده‌اند.[۶]
- بر طبق یک گزارش روزانه تلگراف انگلیس در ۱۸ دسامبر ۲۰۱۶ به نقل از گروه گزارشگران بدون مرز گفته شد که تقریباً سه‌چهارم روزنامه‌نگاران که در سال ۲۰۱۶ کشته شدند، قربانی «خشونت هدفمند» شدند. طبق گزارش این گروه دست‌کم ۷۴ روزنامه‌نگار حرفه‌ای و غیرحرفه‌ای در ارتباط با کارشان جان خود را از دست دادند.[۷]
- گفته می‌شود در سوریه که طی سال جاری ۱۹ خبرنگار در آن کشته‌شده بود، کشوری است که بیشترین قربانی را از روزنامه‌نگاران در جهان گرفته‌است. در همین گزارش آمده‌است در درگیری‌های سوریه به‌ویژه به‌دلیل بمباران‌های ثابت و غیرمتعارف و همچنین خطر ربوده شدن توسط رژیم سوریه یا ربوده شدن توسط گروه‌های جهادی، سوریه محل خطرناکی برای خبرنگاران محسوب می‌شود. ازجمله پنج روزنامه‌نگار زن نیز کشته شدند، که از آنجمله آنابل فلورس سالازار (Anabel Flores Salazar) 32 ساله، خبرنگار روزنامه مکزیکی ال‌سول‌دی‌اریزآبا (El Sol de Orizaba) که در ۸ فوریه ربوده شد. پیکر این خبرنگار روز بعد در کنار جاده کشف شد، دستانش بسته‌شده و سرش را در یک کیسه پلاستیکی پوشانده بودند. کریستوف دلویور (Christophe Deloire) دبیرکل گزارشگران بدون مرز، گفت: «خشونت علیه روزنامه‌نگاران بیشتر و دقیق‌تر است». او اضافه کرد که «آن‌ها به‌وضوح عامدانه مورد هدف قرارگرفته و به قتل رسیده‌اند؛ زیرا آن‌ها روزنامه‌نگار هستند.» همین منبع می‌افزاید: تعداد قتل در میان خبرنگاران در سال ۲۰۱۶ کمی پایین‌تر از سال گذشته‌است.[۸]
- مرکز دوحه برای آزادی روزنامه‌نگاران گزارش می‌کند که تا تاریخ ۱۰ اکتبر ۲۰۱۲ در سوریه تعداد ۱۱۰ خبرنگار دولتی و خبرنگار غیردولتی در جریان جنگ داخلی سوریه به قتل رسیده‌اند. در این گزارش اسامی و مشخصات یک‌به‌یک خبرنگاران داخلی و بین‌المللی و تاریخ قتل و محل قتل آن‌ها را ذکر کرده‌است.[۹]
- در گزارش مشابهی انجمن خبرنگاران سوری گزارش می‌کند که تا اول مارس ۲۰۱۳ تعداد ۱۵۳ نفر خبرنگار در جریان جنگ داخلی سوریه به قتل رسیده‌اند و این عدد فقط در ماه مارس ۲۰۱۳ به ۱۵ نفر رسیده‌است.
- بر طبق همین منبع به نقل از روزانه میدل ایست مانیتور (Middle East Monitor) تعداد خبرنگارانی که تا ماه مارس ۲۰۱۴ در سوریه به قتل رسیده‌اند از مرز ۱۵۰ نفر عبور کرد.[۱۰]
- یک شهروند روزنامه‌نگار بنام محمد حریری در آوریل ۲۰۱۲ دستگیر شد و در زندان شکنجه شد و در مه ۲۰۱۲ برای انجام یک مصاحبه با الجزیره توسط دولت سوریه به اعدام محکوم شد.[۱۱]
- کمیته حفاظت از روزنامه‌نگاران که یک ارگان غیردولتی و معتبر است گزارش داده‌است: طی هشت ماههٔ نخست قیام، ۱۳ روزنامه‌نگار در حین انجام‌وظیفه خبرنگاری خود کشته شدند.[۱۲]
- در طی همین زمان‌بندی، گزارشگران بدون مرز گفتند که مجموع ۳۳ خبرنگار کشته شدند.[۱۳]
- بسیاری از این خبرنگاران ازجمله ماری کالوین توسط نیروهای دولتی کشته شدند.[۱۴]
- اما حداقل یکی از آن‌ها بنام ژیل ژاکیر که یک روزنامه‌نگار فرانسوی بود، توسط نیروهای شورشی کشته شد.[۱۵]
- کمیته حفاظت از روزنامه‌نگاران در ژوئن ۲۰۱۶ گزارش می‌دهد که تعداد ۹۵ خبرنگار از سال ۲۰۱۱ در سوریه کشته شده‌اند.[۱۶]
- در اواخر سال ۲۰۱۳، آسوشیتدپرس گزارش داد که از زمان جنگ داخلی سوریه در سال ۲۰۱۱، ۳۰ روزنامه‌نگار که نیمی از آن‌ها خبرنگاران خارجی و بقیه سوری هستند، در سوریه ربوده‌شده یا به قتل رسیده‌اند.[۱۷]
- این گروه در گزارش مستقل دیگری تعداد خبرنگارانی که در جریان جنگ سوریه به قتل رسیده‌اند را ۱۱۰ نفر برآورد کرد و اطلاعات آن‌ها را منتشر نمود.[۱۸]